# Radevormwald
Radevormwald est une ville dans le Pays de Berg en Rhénanie-du-Nord-Westphalie en Allemagne. Elle fait aujourd'hui partie de l'Arrondissement du Haut-Berg. La ville est une des plus anciennes dans la région et considérée comme un centre religieux à cause des nombreuses paroisses et églises qui s'y trouvent. Par contre, de nombreux feux ont détruit la plupart du noyau historique de la ville. La ville est entourée de nature à l'exception de la ville voisine de Remscheid.

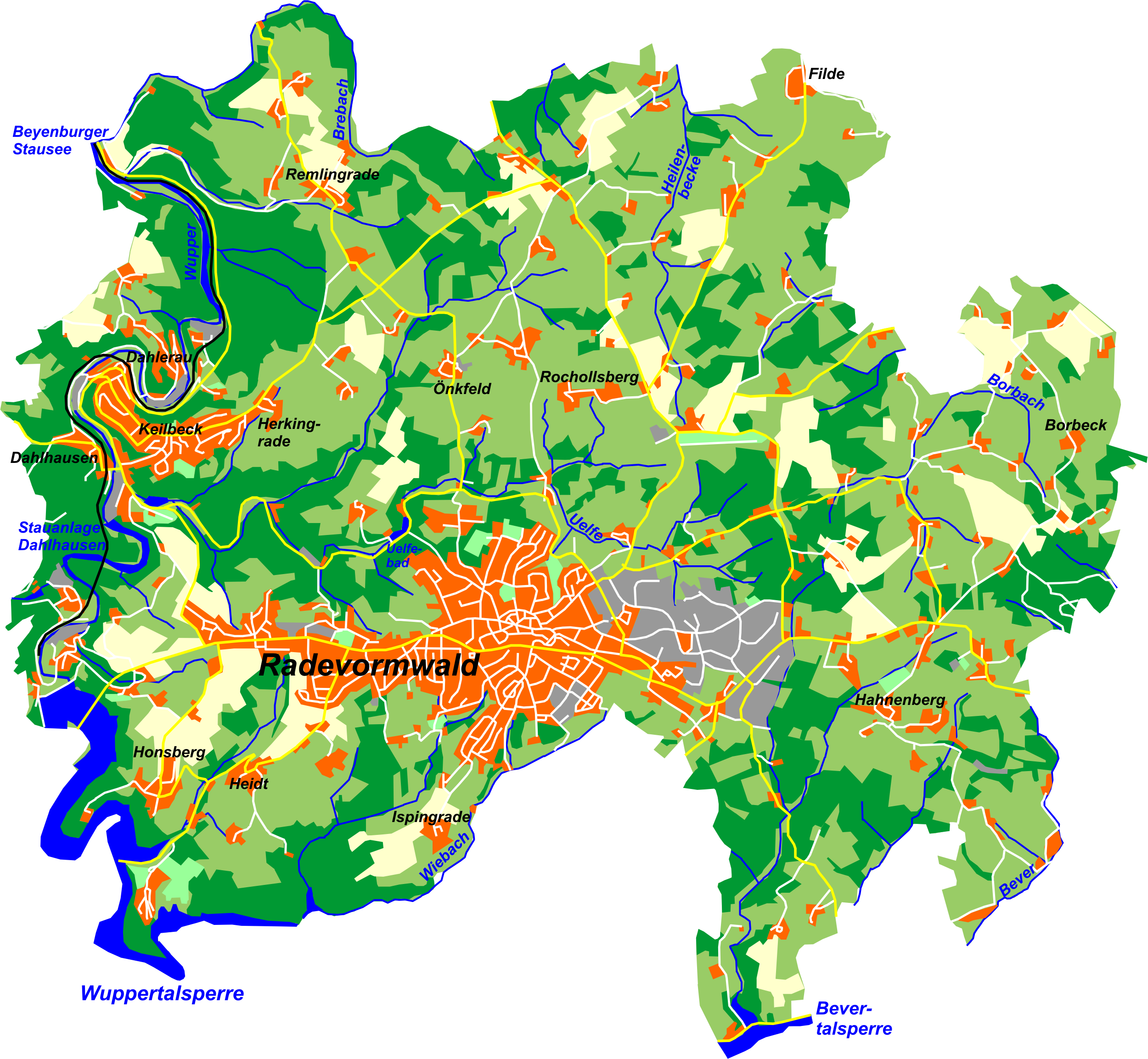
Radevormwald

## Histoire de la ville
Le nom de la ville signifie "clairière devant la forêt", mais fut seulement appelé "Rotha" et donc "clairière" durant le Moyen Âge. Originellement, un fort a été construit au VIe siècle sur une colline de la région pour protéger la population contre des attaques des Saxons. Le nom de la ville est mentionné dans un document en 1050 pour la toute première fois. Après avoir été sous contrôle du Monastère de Werden et de l'Archidiocèse de Cologne, la ville fit partie du Duché de Berg et connut une époque d'agrandissements et de prospérité au XVe siècle.
Cette prospérité est  de courte durée par contre. En 1525 et 1571, deux feux détruisent la ville. En 1620, la ville est envahie par les Hessans. Durant la Guerre de Trente Ans entre 1618 et 1648, la ville sert entre autres comme base militaire aux Espagnols et Autrichiens au début. Plus tard, les troupes néerlandais et westphaliens occupent la ville qui est ensuite de nouveau envahie par les Hessans. Toutes ces querelles sont accompagnées par des vols, feux et massacres.
Après la guerre, la situation ne s'est pas tout de suite stabilisée. En 1742, une énorme famine cause la mort de plusieurs habitants. En 1802, le dernier grand feu détruit de nouveau une grande partie de la ville. En 1833, le trafic de la diligence atteint la ville et le premier chemin de fer passant par la ville est inauguré en 1886. De cette manière, la population de la ville s'agrandit et la région connait une nouvelle époque de prospérité.
En 1910, le réseau de chemin de fer de la ville s'agrandit et une auberge de la jeunesse, la deuxième mondialement, est construite en 1910. Entre les deux guerres mondiales, l'industrie de la ville se développe au fur et à mesure. En 1928, un petit avion s'écrase sur une partie de la ville et cause trois morts. En 1970, la ville participe à l'émission Jeux sans frontières et remporte la troisième place internationalement. Cet événement a rendu l'athlète Heidemarie Ecker-Rosendahl mondialement connu. En 1971, deux trains entrent en collision sur le chemin de fer traversant la ville. Cet événement causa 46 morts dont 41 étudiants et était jusque-là l'accident de chemin de fer le plus meurtrier en Allemagne. La circulation du chemin de fer est abandonnée en 1976. À la suite de la construction du barrage Wuppertalsperre, une partie de la ville est démolie ou déplacée durant les années 1970 et 1980.
Depuis quelques années, la ville travaille sur sa réputation de ville sportive. 

## Jumelages
La ville est jumelée avec la ville de Châteaubriant en France depuis 1981 et la ville de Nowy Targ en Pologne depuis 2005.

## Attractions touristiques
Plusieurs barrages se trouvent en proximité de la ville soit la Wuppertalsperre, le Beyenburger Stausee, la Bevertalsperre, la Neyetalsperre, la Ennepetalsperre, la Heilenbecker Talsperre et la Schevelinger Talsperre. La ville est également proche de la Große Dhünntalsperre.
Sinon, plusieurs fêtes traditionnelles, un grand réseau de sentiers pédestres, des moulins historiques et un bon nombre de musées sont devenus régionalement connus.

## Fils et filles de la ville
- Franz Rudolf Bornewasser, évêque de la ville allemande Trèves
- Jürgen Fliege, théologien, écrivain et modérateur de télévision allemand
- Wolfgang Killing, athlète allemand